# Григорий Хандзтийский
Григорий Хандзтийский (груз. გრიგოლ ხანძთელი; Ханцтели, Хандзтели, Хандзойский, 5 октября 759 — 18 октября 861, Хандзта, Артвин) — преподобный. Память 5 октября.
«Житие Григория Хандзтели» было обнаружено в Иерусалиме Георгием Чубинашвили и опубликовано в переводе на русский язык в 1911 году Николаем Марром.
Единственное известное изображение святого имеется в Праздничной Минеи XVIII века, является трафаретным, не сохранившим портретные черты.

## Биография
Григорий происходил из знатной семьи и приходился племянником жене эрисмтавари Картли Нерсе. Воспитывался в его семье, где получил всестороннее образование. Григорий был обучен церковным наукам, церковному пению, богослужебному уставу, гимнографии, грузинской литературе, философии и иностранным языкам.
Родственники стремились подготовить его к иерейскому сану и архиерейской хиротонии, однако юноша, желая посвятить себя монашеской жизни, бежал из дома вместе с двоюродным братом Саввой (впоследствии епископом Ишхани) и монахами Христофором и Феодором. Они нашли убежище в монастыре Опиза, где настоятель Георгий Опизели принял их в число братии.
Через два года Григорий отправился в Хандзту, где поселился у отшельника Хведиоса. В 80-х годах VIII века Григорий и его ученики построили на месте нынешнего Хандзтийского монастыря деревянную церковь, трапезную и несколько келий. Значительную помощь монахам оказал местный феодал Габриел Дапанчули, предоставивший продовольствие, рабочие силы и строительные материалы.
Подвижнический образ жизни Григория стал известен Ашоту I Великому, который пригласил его во дворец и даровал ему местность Шатберди. На этой земле Григорий основал монастырь, ставший центром переписчиков и иллюстраторов рукописей. Некоторые книги, созданные в этом скриптории, сохранились до наших дней.
Ученики Григория основали ряд новых монастырей: Феодор — монастырь Недзви, Христофор — Квирикецминду, Иларион Иерусалимский — Убиси. Также был основан женский монастырь Мере, восстановлены Ишханский кафедральный собор и другие церкви. В основе монашеского устава лежали строгие правила, подобные уставу лавры Саввы Освященного.
Григорий пользовался уважением грузинских феодалов и духовенства. Его слово стало решающим при избрании Арсения I Великого католикосом-патриархом Картли (860—887). Житие Григория содержит описания многочисленных чудес. Он исцелял больных, усмирял животных, а также останавливал природные явления.
К концу жизни Григорий подвизался в Шатберди, но предчувствовал свою кончину и завещал похоронить себя в Хандзтийском монастыре. Он скончался в окружении братии всех кларджетских монастырей.

## Память
Григорий Хандзтийский канонизирован Грузинской православной церковью. Его память отмечается 18 октября (по юлианскому календарю). Имя Григория Хандзтийского носит улица в Тбилиси.